# G-punkten
G-punkten, eng. Gräfenberg Spot eller G-spot, är en erogen zon som ligger mellan urinröret och den övre delen av slidans främre vägg. Om den stimuleras via slidväggen får kvinnan en känsla av att vilja urinera, eftersom urinröret utsätts för press, och hon kan få orgasm. G-punktens betydelse för den kvinnliga orgasmen är delvis omtvistad, liksom även dess existens. 
Vissa verk behandlar den manliga G-punkten, och då brukar man i allmänhet mena prostata som kan stimuleras via anus.
År 1944 undersökte gynekologen Ernst Gräfenberg urinröret hos kvinnor och 1950 publicerade han en avhandling om urinrörets betydelse för kvinnans orgasm. 
Punkten namngavs 1981 i en artikel av Frank Addiego med flera, Female ejaculation: a case study i tidskriften The Journal of Sex Research. För att hedra Gräfenberg kallades den erogena zonen för G-punkten. Namnet blev allmänt känt 1982 när boken G-punkten och andra nya rön om mänsklig sexualitet av Bevery Whipple med flera publicerades och nådde en bredare allmänhet.
Den italienska forskaren Emmanuelle Jannini, som 2014 ansåg sig ha visat att punkten inte existerar i en artikel i Nature Reviews Urology, augusti 2014, har föreslagit att det erogena området benämns Clitoris Urethro Vagina Complex (CUV) för att återspegla att det är en samverkan mellan klitoris, dess inre rötter och urinröret som åstadkommer en sexuell vaginal stimulans.